# Aniline Island
Aniline Island ist eine Insel im Moraine Fjord an der Nordküste Südgeorgiens. Sie ragt bis zu 5 m über den Meeresspiegel und liegt 1,3 km südsüdwestlich des Dartmouth Point.
Die Insel ist auf frühen Karten verzeichnet, doch erst 1951 gab der Falkland Islands Dependencies Survey ihr nach einer groben Vermessung ihren Namen. Namensgebend ist das Anilin, das dem Survey für die Färbung histologischer Präparate von der Insel diente.